# 八木聖人
八木 聖人（やぎ きよと、1994年3月24日 - ）は、愛知県瀬戸市出身のフットサル選手。名古屋オーシャンズ所属。日本代表。ポジションはアラ。キレのあるドリブルを武器とする選手である。

## 経歴
愛知県瀬戸市出身であり、瀬戸市立原山小学校、瀬戸市立光陵中学校を卒業した。小学校時代には2年生から加藤未渚実と同じサッカークラブでプレーしていた。両者が通っていたのは「隣の小学校」だったという。
2008年の名古屋オーシャンズ U-15の設立時に加入した。その後は名古屋オーシャンズ U-18、名古屋オーシャンズサテライトでプレーし、「下部組織の最高傑作」と呼ばれた。中学年代では八木がフットサル、加藤がサッカーと道が分かれたが、高校年代では再び加藤とともにプレーしている。2014年3月、2014-15シーズンの名古屋オーシャンズのトップチーム昇格が発表された。
2016-17シーズンのFリーグではシュライカー大阪に優勝をさらわれるが、自身は新人王を受賞した。名古屋オーシャンズサテライトからともにプレーしてきた齋藤功一や橋本優也は20代前半で現役を引退している。
2019年3月8日、全日本選手権準々決勝のバルドラール浦安戦で右膝外側半月板を損傷し、全治6か月の大怪我を負った。国立スポーツ科学センター(JISS)でリハビリを行い、2019年8月31日のボアルース長野戦で約5か月ぶりにFリーグの試合に復帰した。リハビリ中には沖縄県で挙式し、松葉杖で自身の結婚式に臨んでいる。
2020年度には瀬戸市スポーツ功労賞を受賞した。
2021年9月には2021 FIFAフットサルワールドカップに出場した。

## 所属クラブ
- 2008年 名古屋オーシャンズ U-15
- 2009年-2011年 名古屋オーシャンズ U-18
- 2012年-2013年 名古屋オーシャンズサテライト
- 2014年- 名古屋オーシャンズ

## タイトル
名古屋オーシャンズ
- Fリーグ (6) : 2014-15, 2015-16, 2017-18, 2018-19, 2019-20, 2020-21
- JFA 全日本フットサル選手権大会 (2) : 2018, 2019
- Fリーグ オーシャンカップ (3) : 2017, 2018, 2019
- AFCフットサルクラブ選手権 (2) : 2016, 2019

個人
- Fリーグ新人王 : 2016-17